# برادران نویل
برادران نویل (انگلیسی: The Neville Brothers) یک گروه آمریکایی آر اند بی / سول / فانک بودند که در سال ۱۹۷۶ در نیواورلئان، لوئیزیانا تشکیل شد.